# Pərvin Məmmədov
Pərvin Məmmədov (16 de febrero de 1995) es un deportista azerbaiyano que compite en levantamiento de potencia adaptado. Ganó una medalla de bronce en los Juegos Paralímpicos de Tokio 2020 en la categoría de –49 kg.

## Palmarés internacional
| Juegos Paralímpicos | Juegos Paralímpicos | Juegos Paralímpicos | Juegos Paralímpicos |
| Año                 | Lugar               | Medalla             | Categoría           |
| ------------------- | ------------------- | ------------------- | ------------------- |
| 2020                | Tokio (Japón)       | Medalla de bronce   | –49 kg              |